# Пакт Бриана — Келлога
Пакт Бриа́на — Ке́ллога, Пари́жский пакт — договор об отказе от войны в качестве орудия внешней политики.
Пакт получил название по именам инициаторов — министра иностранных дел Франции Аристида Бриана и госсекретаря США Фрэнка Келлога. Подписан 27 августа 1928 года представителями 15 государств (позже к ним присоединились почти все существовавшие в то время государства). Заключение договора означало первый шаг на пути создания системы коллективной безопасности в Европе, основы которой были заложены Гаагскими конференциями 1899 и 1907 годов.

## История
Идея договора об отказе от войны в качестве орудия национальной политики была подсказана министру иностранных дел Франции Бриану американским антивоенным активистом Дж. Шотвеллом. 6 апреля 1927 года Аристид Бриан обратился к США с призывом заключить американо-французский договор «о вечной дружбе, запрещающий обращение к войне как к средству национальной политики».
28 декабря 1927 года госсекретарь США Фрэнк Келлог заявил Бриану, что американское правительство принимает предложение Франции, но при этом полагает невозможным заключить такой договор только с Францией. По мнению Келлога, нужно «достигнуть присоединения всех главных держав к пакту, посредством которого эти державы отказались бы от войны как орудия национальной политики».
27 августа 1928 года в Париже состоялось подписание договора. Подписи под ним поставили представители 15 государств: Германии (Густав Штреземан), США (Франк Б. Келлог), Бельгии (Поль Иманс), Франции (Аристид Бриан), Великобритании (Кэшенден), Канады (У. Л. Мэкензи Кинг), Австралии (А. Д. Мк Лаклан), Новой Зеландии (Х. Д. Парр), ЮАС (Д. С. Смит), Ирландии (Лиам Т. Мак Косгрэв), Индии (Кэшенден), Италии (Г. Манцони), Японии (Утида Косай), Польши (Август Залесский), Чехословакии (Эдуард Бенеш). Договор подписан в 15:55. Подписана была только основная часть договора. Позднее, при ратификации правительствами, каждая страна сделает свои оговорки по собственной интерпретации, необязательные для других сторон договора.

Речь Аристида Бриана перед подписанием
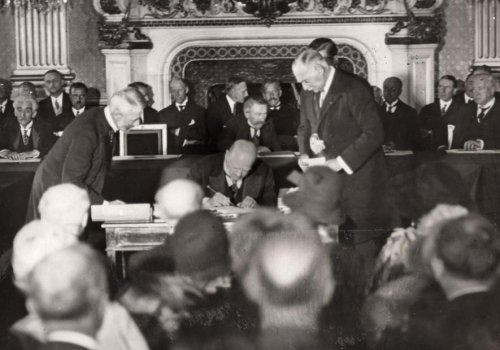
Густав Штреземан подписывает
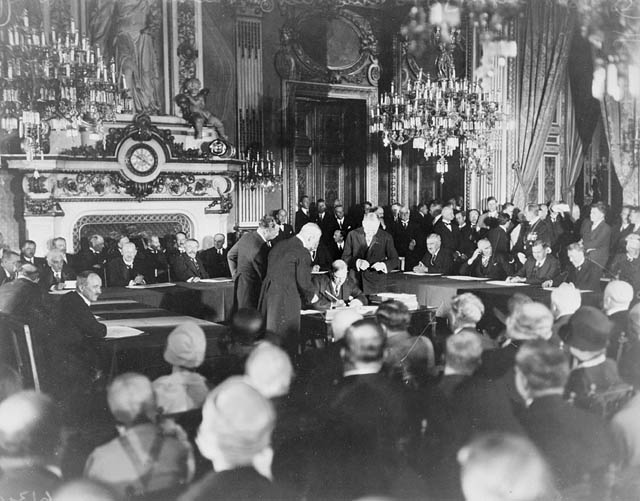
У. Л. Мэкензи Кинг подписывает
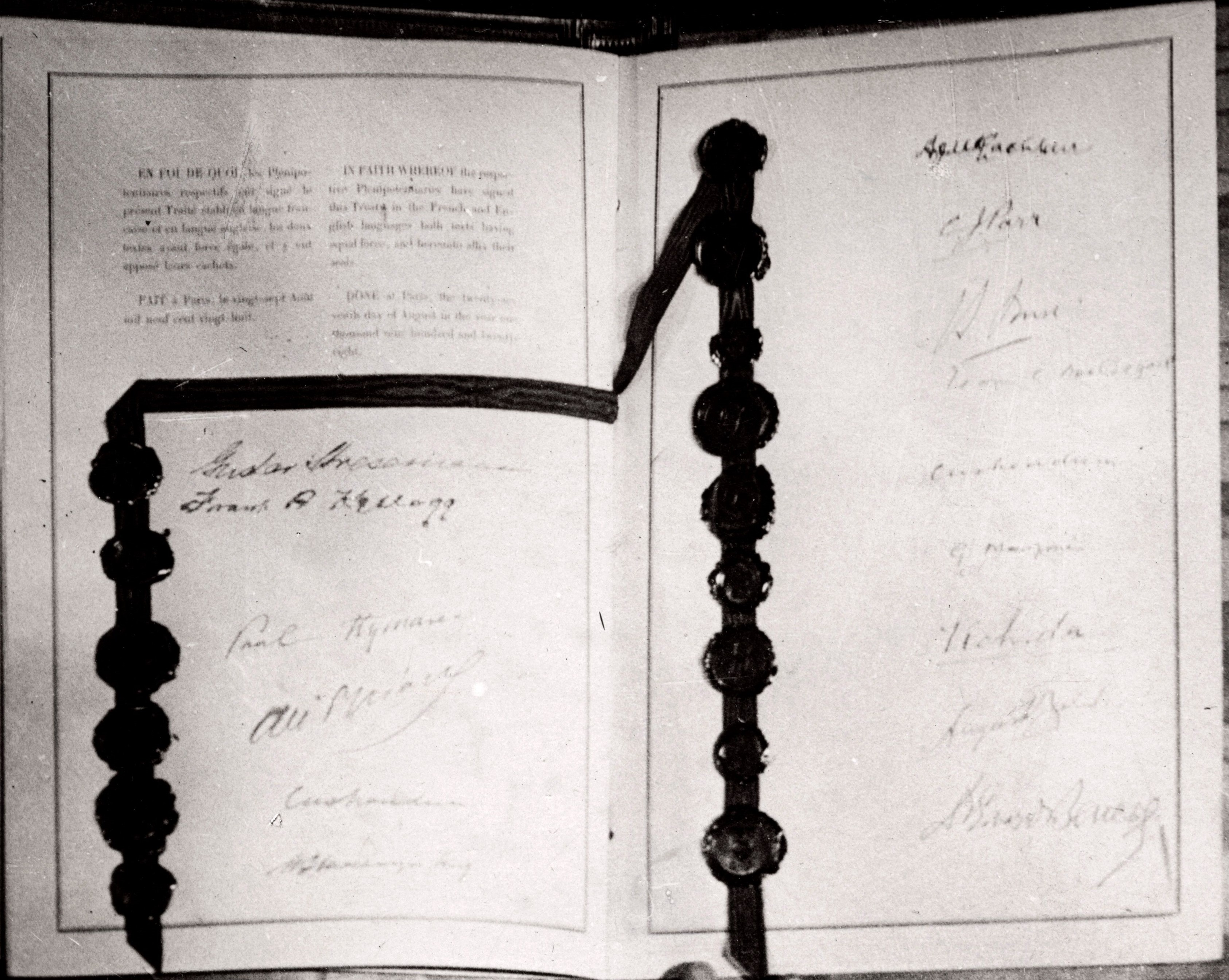
Подписи

НКИД СССР за 4 дня до подписания заявлял о готовности к присоединению. В день подписания договора пятнадцатью странами посланники США передали приглашение присоединения остальным странам, в которых они были аккредитованы. Врид НКИД СССР Литвинову же копия договора с официальным приглашением правительству СССР присоединиться к договору были переданы (также 27.07.1928) отдельно через французское правительство и посла Франции Эрбетта. Получив приглашение и документацию, 29.07.1928 Президиум ЦИК постановил: 1) присоединиться к договору, 2) уполномочить Литвинова подписать от имени СССР акт о присоединении. Постановление ЦИК оценивалось как акт ратификации. 31.07.1928 французскому послу была передана нота о согласии правительства СССР присоединиться к пакту.  Декларацию о присоединении СССР подписал 06.09.1928 М. Литвинов. Акт присоединения был вручен французскому послу также 06.09.1928. СССР выступил инициатором заключённого 09.02.1929 Московского протокола 1929 года о досрочном введении в действие обязательств по пакту («Протокола о введении в действие…»). Протокол подписали представители пяти стран: Эстонии (Юл. Сельямаа), Латвии (К. Озолс), Польши (Ст. Патек), Румынии А. Давила, СССР М. Литвинов. Во взаимоотношениях участников «Протокола о введении в действие…» договор вступил в силу с вне зависимости от вступления в силу Парижского договора у его 15 сторон.
К концу 1928 года к пакту присоединились 63 государства, то есть почти все существовавшие к этому времени страны. Среди стран, которые не подписали договор: Швейцария, Аргентина, Бразилия, Мексика, Колумбия, Саудовская Аравия. Формально договор вступил в силу 24 июля 1929 года, когда по третьей статье договора его ратификацию подписали все стороны.

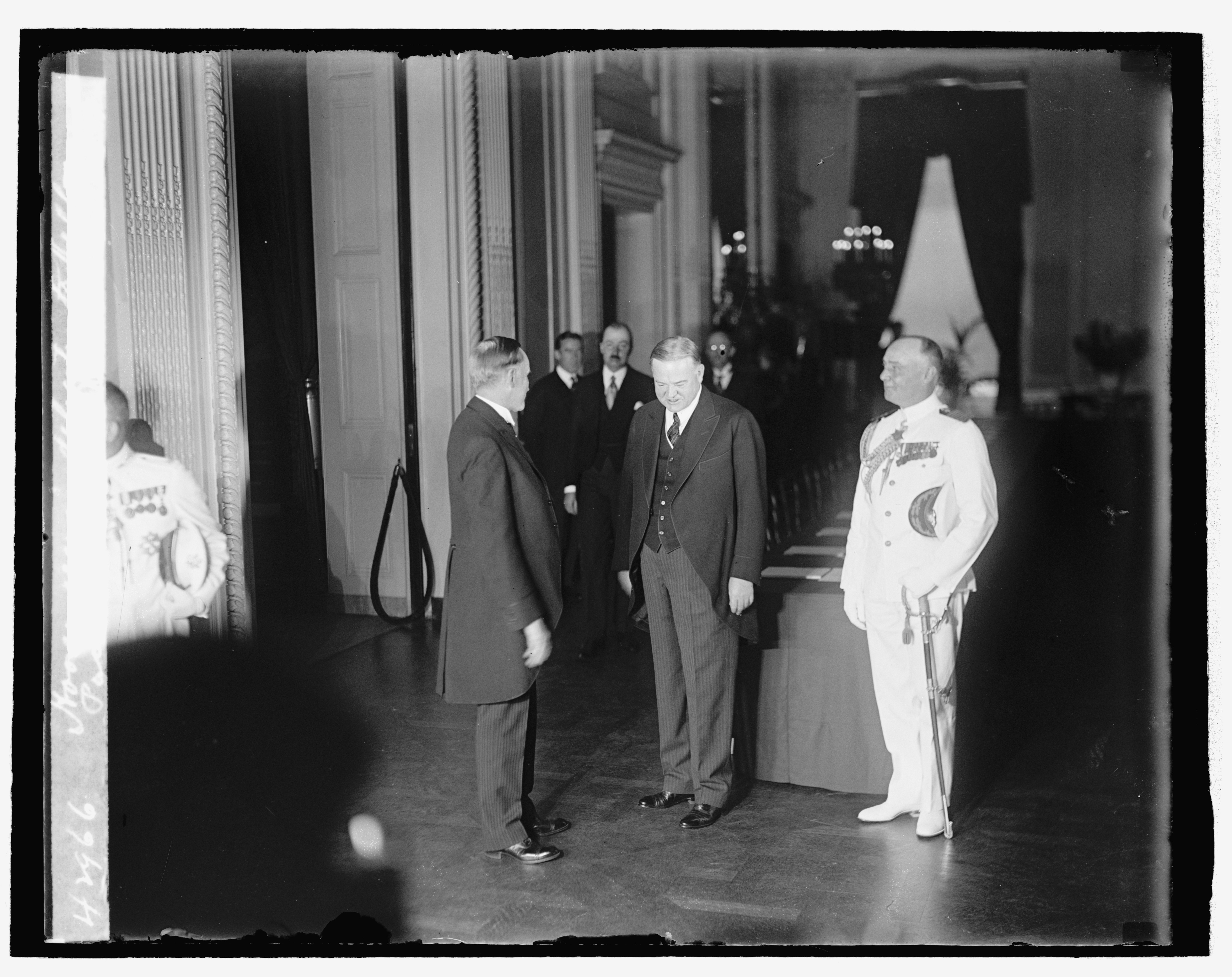
Гувер принимает делегатов на ратификацию. Белый дом, 24.07.1929
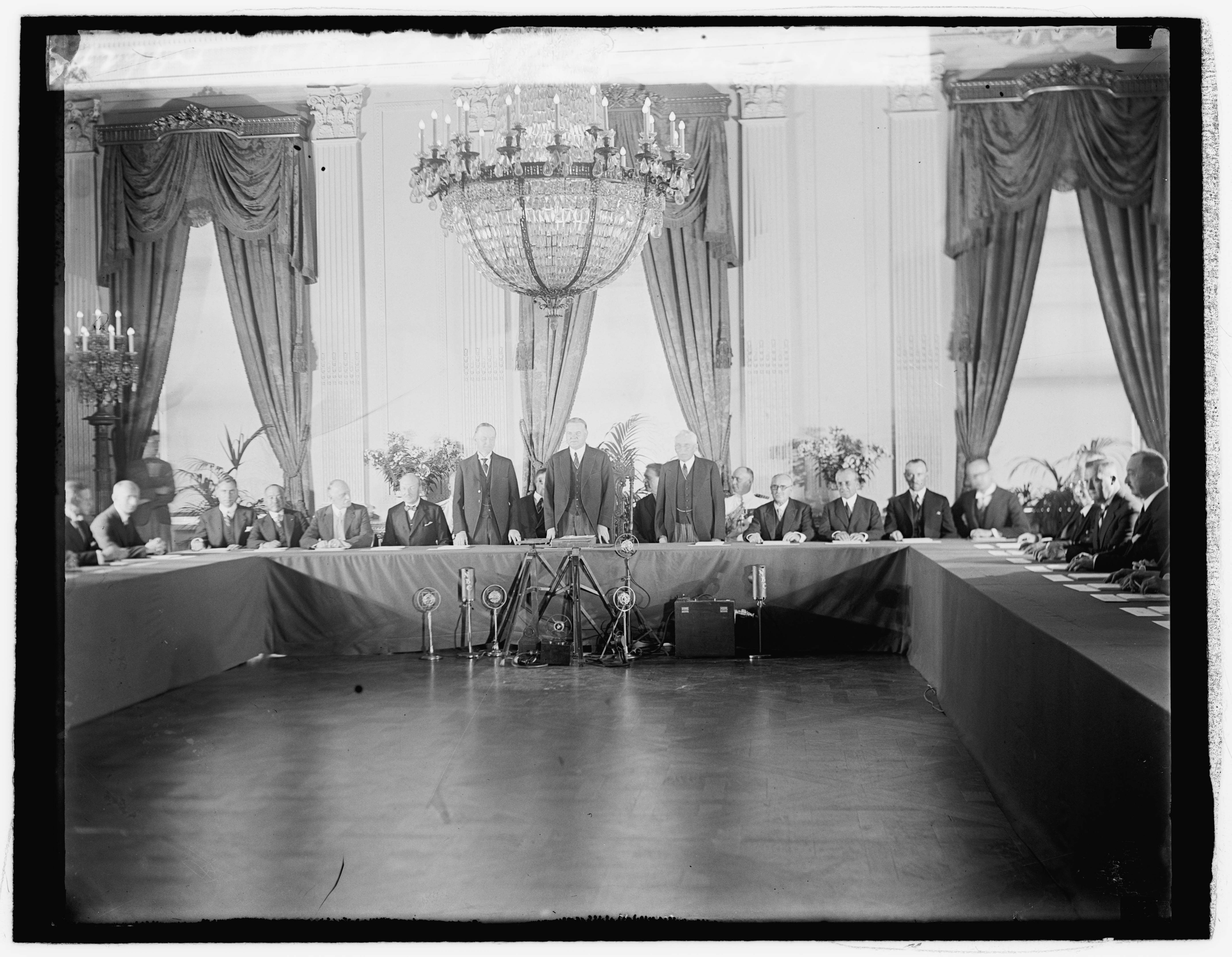
Кулидж, Гувер и Келлог (стоят) с представителями правительств, которые ратифицировали договор
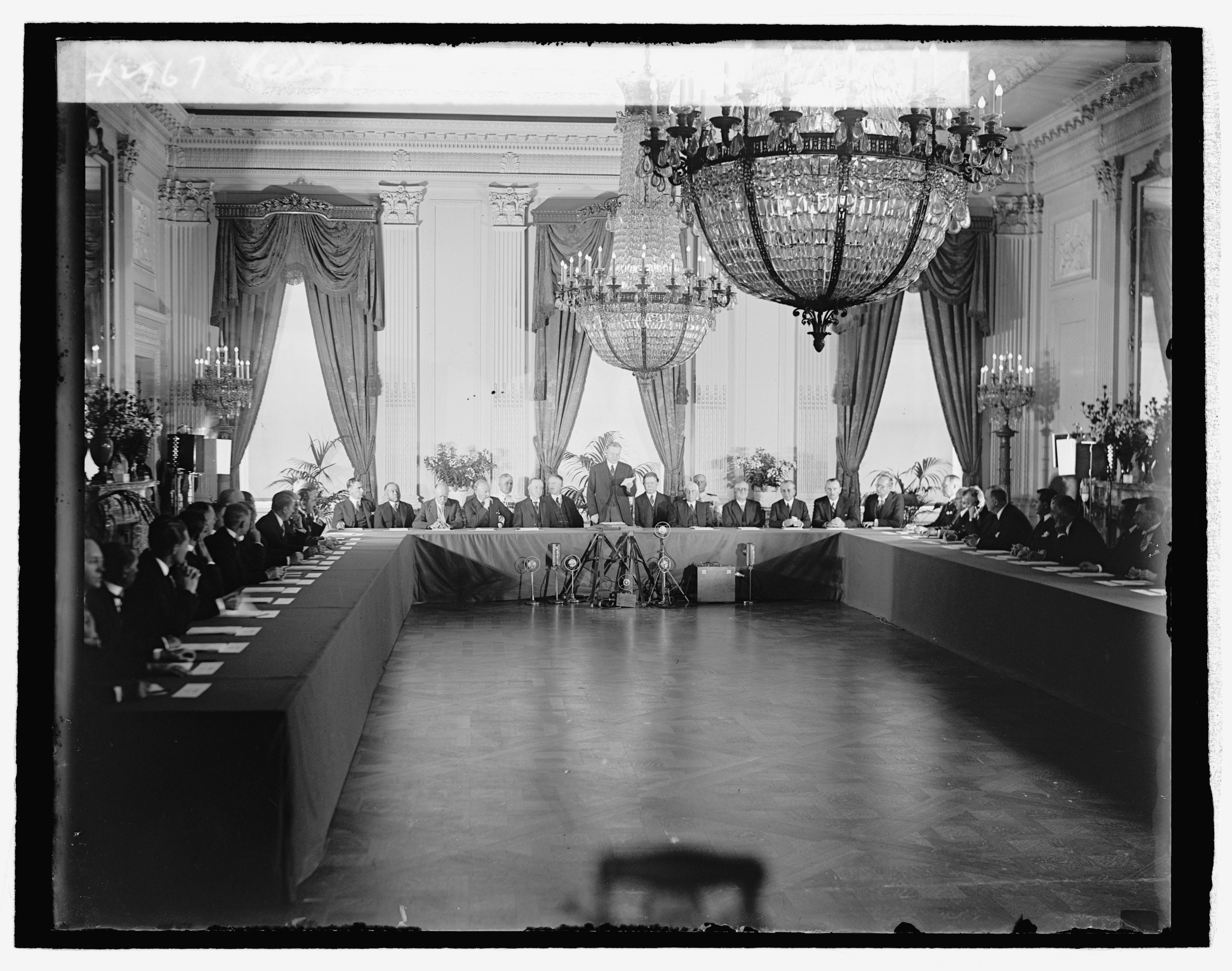
Речь Гувера
Кулидж подписывает ратификацию

В 1930 году Келлогу была присуждена Нобелевская премия мира 1929 года «за подготовку Парижского пакта». Бриан получил аналогичную премию ещё в 1926 году за Локарнские договоры.
Пакт стал одним из правовых оснований для Нюрнбергского процесса, на котором руководителям нацистской Германии было предъявлено обвинение в нарушении Пакта.

## Текст
Главный текст состоит из двух статей. В третьей статье описывается хранение копий договора и грамот о ратификациях и присоединениях.
Статья первая 
Высокие Договаривающиеся Стороны торжественно заявляют от имени своих народов по принадлежности, что они осуждают обращение к войне для урегулирования международных споров и отказываются от таковой в своих взаимных отношениях, в качестве орудия национальной политики. 
Статья II 
Высокие Договаривающиеся Стороны признают, что урегулирование или разрешение всех могущих возникнуть между ними споров или конфликтов, какого бы характера или какого бы происхождения они не были, должно всегда изыскиваться только в мирных средствах.Договор об отказе от войны в качестве орудия национальной политики

## Значение
До принятия Пакта война считалась приемлемым средством внешней политики. Пакт объявлял неспровоцированное нападение на другую страну преступлением, этот принцип лёг в дальнейшем в основу устава ООН. Устав ООН признаёт право стран на самооборону, в том числе, на коллективную. В соответствии с уставом ООН, государства имеют право помогать жертвам агрессии или налагать санкции на агрессора, не нарушая при этом собственный нейтральный статус.